# Le Cavalier de Bamberg
Le Cavalier de Bamberg (Der Bamberger Reiter) est une statue équestre en pierre gothique du début du XIIIe siècle exécutée par un sculpteur anonyme dans la cathédrale de Bamberg de la ville de Bamberg en Allemagne.

## Histoire
Datant probablement de l’époque précédant la consécration du nouveau bâtiment de la cathédrale en 1237 mais après 1225, il est situé sur une console au pilier nord du chœur Saint-Georges. On ignore si c’est la position prévue à l'origine de la statue bien que sa base semble être originale et que la structure semble dissuader tout déplacement.

## Description
Situé dans un édifice religieux, elle montre un homme à cheval ferré couronné mais non armé, représentant probablement un roi ou un saint.

## Dans les arts et la culture

### Littérature

#### Poésie
- Stefan George a écrit un poème sur le cavalier[3].